# روبرتو نيفيس فيلهو
روبرتو نيفيس فيلهو هو مصارع رياضي برازيلي، ولد في 6 فبراير 1965 في ريو دي جانيرو في البرازيل.

## وصلات خارجية
- روبرتو نيفيس فيلهو على موقع قاعدة بيانات المصارعة الدولية (الإنجليزية)
- روبرتو نيفيس فيلهو على موقع اللجنة الأولمبية الدولية (الإنجليزية)
- روبرتو نيفيس فيلهو على موقع أوليمبيديا (الإنجليزية)